# Mashco piro
Els Mashco-Piro o Mascho piro, també conegut com a cujareños i nomoles, són una tribu indígena de caçadors-recol·lectors nòmades que habiten les regions remotes de la selva amazònica. Viuen al parc Nacional del Manú, a la regió de Madre de Dios, al Perú. En el passat han evitat activament el contacte amb pobles no nadius.

## Demografia
El 1998, la IWGIA va estimar que el seu nombre se situaria entre els 100 i els 250. Es tracta d’un augment de la població estimada de 1976 a 20 a 100.
La tribu Mashco-Piro parla un dialecte de les llengües piro. "Mashco" (originalment escrit "Maschcos") és un terme que va ser utilitzat per primera vegada pel pare Biedma el 1687 per referir-se als harakmbuts. Es considera un terme despectiu, pel seu significat de "salvatges" en la llengua piro; "Nomole" és el nom amb què s'audodenominen.

## Història
El 1894, la major part de la tribu Mashco-Piro va ser assassinada per l'exèrcit privat de Carlos Fitzcarrald, a la zona alta del riu Manú. Els supervivents es van retirar a les zones forestals remotes. Els membres de la tribu Mashco-Piro van augmentar al segle xxi. Segons l’antropòleg Glenn Shepard, que va tenir una trobada amb els Mashco-Piro el 1999, l’augment d’albiraments de la tribu es podria deure a la tala il·legal a la zona i als avions de baix vol associats a l'exploració de petroli i gas.
El setembre de 2007, el grup d'ecologistes va filmar uns 20 membres de la tribu Mashco-Piro des d'un helicòpter que sobrevolava el parc nacional de l'Alto Purús. El grup havia establert un campament a la vora del riu Las Piedras, prop de la frontera peruana i brasilera. Els científics creuen que la tribu prefereix construir barraques de fulles de palmera a les ribes dels rius durant la temporada seca per pescar. Durant l'estació humida, es retiren a la selva tropical. Als anys vuitanta es van veure barraques similars.
L'octubre de 2011, el Ministeri de Medi Ambient del Perú va publicar un vídeo d'alguns Mashco-Piros, pres per alguns viatgers. Gabriella Galli, una visitant italiana del parc, també va capturar una fotografia dels membres de la tribu.
El 2012 Survival International va publicar algunes noves fotografies dels membres de la tribu. L’arqueòleg Diego Cortijo de la Sociedad Geográfica Española va afirmar haver capturat fotografies de la família Mashco-Piro des del parc Nacional del Manú, mentre estava en una expedició pel riu Madre de Dios a la recerca de petroglifs. Tanmateix, Jean-Paul Van Belle va afirmar que havia fet aquestes fotografies 3 setmanes abans. El seu guia local Nicolas "Shaco" Flores, que va ser trobat mort sis dies després amb una fletxa de punta de bambú clavada al cor, es creu que va ser assassinat per membres de la tribu Mashco-Piro.
A l'agost del 2013, la BBC va informar que aparentment s'havia vist un grup de Mashco-Piros demanant menjar als vilatans veïns. El govern peruà ha prohibit el contacte amb els Mashco-Piros per por que poguessin ser infectats per desconeguts amb malalties a les quals els Mashco-Piros no tenen immunitat.